# 오프라인 (2008년 영화)
"오프라인"은 2008년에 개봉한 대한민국의 영화이다.

## 캐스팅
- 연제욱 : 현수 역
- 김혜나 : 지혜 역
- 정석용 : 진철 역
- 전상진 : 케이블가이 역
- 아용주 : 민수 역
- 허인범 : 용덕 역
- 홍경연 : 마담 역
- 오지후 : 신애 역
- 이람 : 찬식 역
- 김성태 : 안 형사 역
- 송창곤 : 조 형사 역
- 박수영 : 박 경사 역